# A Winter Garden : Five Songs for the Season
Albums de Loreena McKennitt
The Mask and Mirror
(1994) The Book of Secrets
(1997)
A Winter Garden: Five Songs for the Season est le sixième album de Loreena McKennitt, sorti en 1995.
Avec seulement 5 titres, il est présenté comme un album « courte durée ».

## Listes des morceaux
| No | Titre                                      | Auteur                                | Durée |
| -- | ------------------------------------------ | ------------------------------------- | ----- |
| 1. | Coventry Carol (traditionnel)              |                                       |       |
| 2. | God rest ye merry gentlemen (traditionnel) |                                       |       |
| 3. | Good King Wenceslas (traditionnel)         |                                       |       |
| 4. | Snow                                       | Loreena McKennitt / Archibald Lampman |       |
| 5. | Seeds of Love (traditionnel)               | Loreena McKennitt                     | 5:58  |